# Полонский район
Полонский район (укр. Полонський район) — упразднённая административная единица на северо-востоке Хмельницкой области Украины. Административным центром был город Полонное.

## География
Площадь района составляет 0,866 тыс. км ².
Через район проходит электрифицированная железная Шепетовка - Бердичев.
По территории района текут реки Случь (притоки: Деревичка, Смолка и Хомора и другие). Всего водоемы занимают более 1,8 тыс. га
Район богат растительным и животным миром. Общая площадь лесов 16,4 тыс. га. В Полонском районе расположен региональный ландшафтный парк "Малеванка".
Почвы представлены, в подавляющем большинстве, выщелоченными черноземами с суглинистым и супесчаным составом.
Минерально - сырьевые ресурсы представлены серыми гранитами, мигматитами, каолинами, серыми глинами, песком строительным. Имеются месторождения радоновой минеральной воды.
Основные реки — Скриповка.

## История
Полонский район возник ещё 1 ноября 1923 году, но как современная административно — территориальная единица Хмельницкой области образован в декабре 1966 года. До декабря 1966 года Полонное и близлежащие сёла (Понинка, Новоселица, Буртин, Залесье) относились к Шепетовскому району.
Конце XV — в течение первой половины XVII в.. Полонное в административно — территориальном отношении находилось в Волынском
воеводстве. Согласно классификации городов по их статуса, Полонное в XV—XVII веках исследователи относят к малым частнособственнических городов. Долгое время владельцами города была известная украинская православная семья князей Острожских. Полонное функционирует как волостной центр Луцкого, а с 80 — х годов XVI в.. Кременецкого уездов. В 60 — х годах XVI в.. городу предоставлено Магдебургское право, утверждения и действие которого на протяжении более двух веков достаточно серьёзно сказывалась на судьбе Полонное. В Полонном развивается цеховая система, город становится одним из развитых торгово — ремесленных центров Волыни. Во время Освободительной войны 1648—1664 г. Полонное был центром Полонской сотни Волынского казацкого полка в Украинском государстве Богдана Хмельницкого.
В 1866 году Полонное преобразовано в волостной центр Новоград — Волынского уезда Волынской губернии, образованной в 1797 году. В течение последней четверти XIX в. в период интенсивного развития капитализма на Полонщини быстро происходят прогрессивные изменения.
В 1870 году начала действовать фабрика по производству бумаги в Понинке.
В 1873 году через Полонное проложена Киево — Брестская железная дорога, которая связала город с многими промышленными районами страны.
В 1875 году построен чугунно — литейный завод, а в 1882 — пивоваренный.
В 1889 году основан фабрику «Фарфор и фаянс», а 1895 году ещё одно керамическое производство.
В 1897 году вступил в строй сахарный завод в с. Новоселице.
В 1889 году начал работать завод огнеупорного кирпича в с. Буртин.
Работали столярная и ткацкая мастерские, Каретная фабрика, два водяные мельницы, много ветряных мельниц. Промышленность города носила кустарный характер.
Район упразднён 30 декабря 1962 года, восстановлен 8 декабря 1966 года.
17 июля 2020 года он вошёл в состав Шепетовского района и был ликвидирован.

## Демография
Население района составляет 43 101 человек (данные на 01.01.2019 г.), в том числе в городских условиях проживают 27 974 человека, в сельских — 15 127 человек.

## Административное устройство
Количество советов:
- городских — 1
- поселковых — 1
- сельских — 17

Количество населённых пунктов:
- городов районного значения — 1
- посёлков городского типа — 1
- сёл — 44
- посёлков сельского типа — 1

## Населённые пункты
Список населённых пунктов района находится внизу страницы